# Растислав Дурман
Растислав Дурман (Сента, 1956) српски је писац, сценариста, драматург, редитељ, продуцент, новинар и преводилац, словачког порекла.
Награђиван је више пута за свој уметнички рад. Увршћен је у више књижевних антологија и избора. Осим српског, радови су му објављивани на словачком, енглеском, руском, француском, словеначком, чешком и мађарском језику.

## Биографија
На Филозофском факултету у Новом Саду дипломирао је на Одсеку за Југословенске и општу књижевност, где је завршио и последипломске студије.

### Медијски рад
У медијима је радио као новинар, сценариста, уредник, редитељ и консултант. На Телевизији Нови Сад био је од 1977. до 1992. сарадник програма, уредник, сценариста и редитељ, већином као слободни филмски радник.
У Кошицама у Словачкој је био директор програма студија MDA и предузећа „D&D Communitacions LTD“. Након повратка у Србију био је консултант за телевизију у ProMedia програму IREX-а.
Основао је предузеће „Media Art Service International“ 2002. године (од 2010. „Media Art Content doo“) у Новом Саду, које се бави издаваштвом, радио и ТВ продукцијом, подршком медија и консалтингом. Оснивач је Линка, часописа за медијске професионалце. Од 2011. води Одељење за развој програма РТВ Војводине. Дурман је и уредник два стручна зборника о локалној телевизији.

### Уметнички рад
Од 1973. објавио је у штампи и на радију преко 1000 кратких прича. Аутор је три телевизијске серије, четрдесетак радио и ТВ драма, стотинак документарних филмова.
Његове радио драме су емитовали Радио Београд, Радио Нови Сад, Радио Загреб, Радио Сарајево, Радио Љубљана, словачке и друге станице.
Написао је четири књиге прозе, као и два НФ романа под псеудонимом. Опус у научној фантастици му је био запажен и у периодици: Сириус,, Алеф, „Политикин Забавник”, Сириус Б итд. Члан Друштва љубитеља фантастике Лазар Комарчић у Београду од раних 1980-их.
Дурман је и један од истакнутих прегалаца стрипа некадашње Југославије. Један је од чланова-утемељивача групе Београдски круг два, по позиву оснивача Бојана М. Ђукића у другој половини 1970-их. Ова група, једна од најзначајнијих у европском стрипу, се и представила премијерно јавности по Дурмановом сценарију у Омладинским новинаам 1978. године.
У истом периоду је уметнички сарађивао са члановима загребачке групе „Нови квадрат“, Крешимиром Зимоњићем (стрипови „Чудовиште из чуда“ и „Нокак”) и Ивицом Пуљком („Брбослав“).
Био је један од сценариста југословенске продукције стрипског серијала „Тарзан“ у Новом Саду, током 1980-их у продукцији куће „Форум — Маркетпринт“.
Био је 2008. издавач часописа за теорију стрипа Ennea који је уређивао угледни сценариста и публициста Светозар Обрадовић. Растислав Дурман је члан Удружења стрипских уметника Србије, као и његов син Душан Дурман, аутор алтернативног стрипа.

## Дела
Књиге
- Свашта од мене (хуморна проза), Српска читаоница и књижница, Ириг - Нови Сад, 1983.
- Злочин у Амазонији (роман, под псеудонимом ), „Дневник“, Нови Сад, 1983.[6]
- Зелене звезде (роман, под псеудонимом ), „Дневник“, Нови Сад, 1986.
- Загонетни знак, коаутор Невена Симин, „Дневник“, Нови Сад, 1987.
- Њофокле, „Вук Караџић“, Београд, 1989.
- Верка златна и чаробна, Media Art Service International и Змајеве дечје игре, Нови Сад, 2008.
- Барбара, Ката и два чуда једна (роман за децу) "Лагуна", Београд, 2021.